# تشاسيف يار
تشاسيف يار (بالأوكرانية: Часів Яр)‏، (بالروسية: Часов Яр)‏ هي مدينة تقع في بلدية أرتيميفسك، أوبلاست دونيتسك في أوكرانيا. يبلغ عدد السكان: 13,999 (2013 م). في عام 2001، كان عدد السكان 161212.
من شخصيات المدينة يوجد يوسف كوبزون (1937 2018)، المغني المشهور حامل لقب فنان الشعب في الاتحاد السوفيتي.

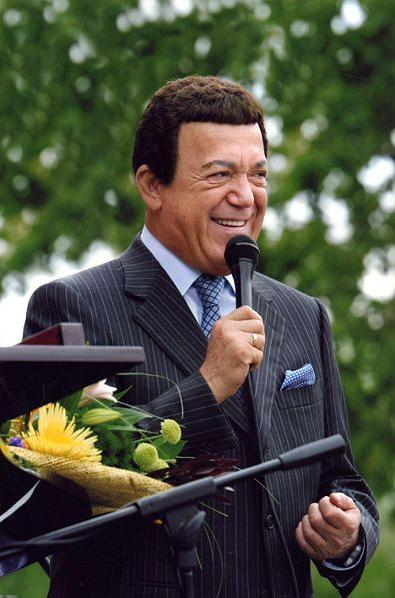

## أعلام
- يوسف كوبزون